# 1568 Aisleen
1568 Aisleen eller 1946 QB är en asteroid i huvudbältet som upptäcktes den 21 augusti 1946 av den sydafrikanske astronomen E. L. Johnson i Johannesburg. Den har fått sitt namn efter upptäckarens fru, Aisleen Johnson.
Asteroiden har en diameter på ungefär 12 kilometer och den tillhör asteroidgruppen Phocaea.